# Dyckia jonesiana
Dyckia jonesiana är en gräsväxtart som beskrevs av Strehl. Dyckia jonesiana ingår i släktet Dyckia och familjen Bromeliaceae. Inga underarter finns listade i Catalogue of Life.